# Prism Ridge
Prism Ridge är en bergstopp i Antarktis. Den ligger i Västantarktis. Inget land gör anspråk på området. Toppen på Prism Ridge är 1 466 meter över havet.
Terrängen runt Prism Ridge är kuperad åt nordväst, men åt sydost är den platt. Trakten är obefolkad. Det finns inga samhällen i närheten. 